# Thinking Machines Corporation
Thinking Machines Corporation — американская компания, занимавшаяся производством минисуперкомпьютеров. Основана в 1983 году Даниелом Хиллисом и Шерил Хэндлер (Sheryl Handler) с целью обратить докторскую диссертацию Хиллиса об оригинальной массово-параллельной архитектуре компьютера в коммерческий продукт под названием Connection Machine. Компания обанкротилась в 1994 году. Остатки компании включая её программный и аппаратный отделы были в дальнейшем куплены компанией Sun Microsystems.